# McKesson Corporation
McKesson Corporation es una empresa estadounidense que cotiza en bolsa y que distribuye productos farmacéuticos y proporciona tecnología de la información sanitaria , suministros médicos y herramientas de gestión de la salud. La empresa distribuye un tercio de todos los productos farmacéuticos utilizados o consumidos en América del Norte y emplea a más de 51.000 empleados. Con 308.900 millones de dólares en ingresos en 2024, es la novena empresa más grande por ingresos en los Estados Unidos y la empresa de atención médica más grande del país. La empresa tiene su sede en Irving, Texas. Es miembro del S&P 500 y de la Bolsa de Valores de Nueva York , donde cotiza bajo el símbolo NYSE:MCK.
McKesson ofrece una amplia red de infraestructura para la industria de la salud y fue uno de los primeros en adoptar tecnologías, incluido el escaneo de códigos de barras para distribución, la robótica farmacéutica y las etiquetas RFID. La compañía ha sido nombrada en una demanda federal por beneficiarse de la epidemia de opioides en los Estados Unidos.
A lo largo de la pandemia de COVID-19, McKesson fue un distribuidor clave de vacunas, actuando como distribuidor centralizado del Gobierno de los Estados Unidos de América para cientos de millones de dosis de vacunas contra la COVID-19 y kits de suministro auxiliares para más de mil millones de dosis en todo Estados Unidos.